# Sophie Karmasin

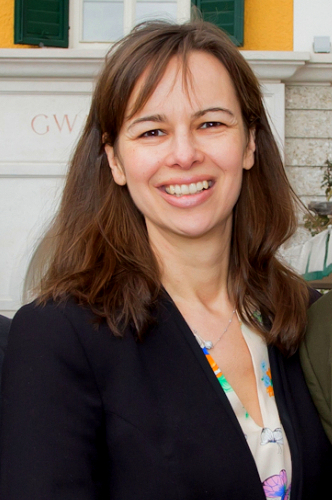
Sophie Karmasin (2013)

Sophie Karmasin-Schaller (* 5. Jänner 1967 in Wien) ist eine österreichische Meinungsforscherin und ehemalige Politikerin. Sie war vom 16. Dezember 2013 bis zum 18. Dezember 2017 von der ÖVP nominierte  parteilose Bundesministerin für Familien und Jugend der Republik Österreich.

## Leben
Karmasin wurde 1967 als Tochter von Helene und Fritz Karmasin und Enkelin von Franz Karmasin geboren. Ihr Bruder Matthias Karmasin ist Kommunikationswissenschafter an der Universität Klagenfurt.
Nach ihrem Studium von Psychologie an der Universität Salzburg, Dr. phil. 1995 und Betriebswirtschaftslehre an der Wirtschaftsuniversität Wien und Beschäftigungen bei Werbeagenturen und als Produktmanagerin beim Waschmittelhersteller Henkel stieg die Mutter zweier Söhne in die Motivforschungsagentur ihrer Eltern ein, deren Führung sie 2006 übernahm. Karmasin, die mit Peter Filzmaier noch für den ORF als Analystin zu den Fernsehdebatten vor der Nationalratswahl 2013 tätig war, wurde am 12. Dezember 2013 von der ÖVP als neue Ministerin entsandt.
Die Nominierung wurde in den Medien mit Skepsis aufgenommen, weil Karmasin über keinerlei politische Erfahrung verfüge.
Um nicht gegen das Unvereinbarkeitsgesetz zu verstoßen, trat Karmasin nach ihrer Bestellung zur Ministerin ihre Anteile am Meinungsforschungsinstitut „Karmasin Motivforschung“, an dem sie 85 Prozent gehalten hatte, sowie an dessen Tochtergesellschaft „Das Österreichische Gallup Institut Dr. Karmasin GmbH“ an ihren Ehemann ab.
Im Oktober 2014 hat Michael Nitsche, geschäftsführender Gesellschafter der gleichnamigen Werbeagentur, den Anteil von 85 Prozent übernommen.
Im August 2017 gab sie bekannt, nach der Nationalratswahl aus der Politik auszuscheiden.
Im Jahr 2018 gründete sie ein neues Beratungsunternehmen.
Im Rahmen der 143. Generalversammlung wurde sie im Juli 2019 in den Vorstand des Kreditschutzverbandes von 1870 gewählt.

## ÖVP-Korruptionsaffäre

### Hausdurchsuchungen im Oktober 2021

Rollenverteilung der Beschuldigten

In der Anordnung der Wirtschafts- und Korruptionsstaatsanwaltschaft (WKStA) zur Hausdurchsuchung am 6. Oktober 2021 wurde Sophie Karmasin als Beschuldigte geführt und wegen Verdachts auf Untreue und Bestechung gegen sie ermittelt. Sie wird verdächtigt, in der sogenannten ÖVP-Korruptionsaffäre zwischen der ÖVP und den Inhabern der Mediengruppe Österreich – Helmuth Fellner und Wolfgang Fellner – vermittelt zu haben. Ihre ehemalige Mitarbeiterin Sabine Beinschab soll über ihr neu gegründetes Meinungsforschungsinstitut fingierte Umfragen in den Medien der Mediengruppe Österreich veröffentlicht haben, die letztlich vom Finanzministerium finanziert worden sein sollen. Diese Konstellation wird von der Wirtschafts- und Korruptionsstaatsanwaltschaft und in den Medien als „Beinschab-Österreich-Tool“ bezeichnet. Ziel soll es gewesen sein, eine wohlwollende Berichterstattung für Sebastian Kurz zu erwirken.
In diesem Zusammenhang soll Karmasin 20 % Provision für alle für diese Studien von Sabine Beinschab erzielten Umsätze erhalten haben und diese mittels Scheinrechnungen über die Firma ihres Mannes abgerechnet haben. Diese Provisionen sollen auch schon geflossen sein, während Karmasin zumindest bis zum Jahr 2017 dem Bundesministerium für Familien und Jugend vorstand. Die WKStA wirft Karmasin daher Untreue und Geldwäsche vor.
In der Folge stellte das Institut für Höhere Studien im Oktober 2021 die Zusammenarbeit mit Karmasin bis zur Klärung der Vorwürfe ruhend. Karmasin war dort in einem von ihr nach Beendigung ihrer Tätigkeit als von der ÖVP nominierte Familien- und Jugendministerin mitgegründeten „Kompetenzzentrum für Verhaltensökonomik“ mit der Bezeichnung „Insight Austria“ tätig.

### Festnahme im März 2022
Am 2. März 2022 wurde Sophie Karmasin nach gerichtlicher Bewilligung festgenommen.
In der Festnahmeanordnung ist mit Verweis auf bisherige Beweisergebnisse von ihrer Rolle als Urheberin und maßgebliche Ideengeberin hinsichtlich der Entwicklung des „Beinschab-Österreich-Tools“ die Rede.
Dazu werden auch neu hinzugekommene Hinweise auf Preisabsprachen untersucht. Die Wirtschafts- und Korruptionsstaatsanwaltschaft beschuldigt Karmasin der Kartellbildung, weil sie in den Jahren 2019 bis 2021 zusammen mit Sabine Beinschab und einer weiteren, wenig bekannten Meinungsforscherin Scheinangebote für Studien an das Bundesministerium für öffentlichen Dienst und Sport vorgelegt haben soll, in denen sie selbst nach Absprache mit den beiden anderen als Bestbieterin erschien und zwei von drei Aufträgen bekam. Der dritte wurde im Jahr 2021 angeblich von ihr selbst zurückgezogen. Als Gegenleistung bekam Sabine Beinschab von Sophie Karmasin Subaufträge. Die dritte Anbieterin hat ihren Firmensitz an derselben Adresse, an der auch „Karmasin Research & Identity“ residiert.
Nach der Festnahme am 2. März 2022 wurde am 4. März 2022 über Sophie Karmasin die Untersuchungshaft verhängt. Als Haftgründe wurden Tatbegehungsgefahr nach § 173 Abs. 2 Z 3 StPO und Verdunklungsgefahr angegeben. Die Wirtschafts- und Korruptionsstaatsanwaltschaft (WKStA) hegte schwere Verdachtsmomente gegen Sophie Karmasin und befürchtete, dass sie Zeugen beeinflussen oder Beweise vernichten könnte. Das Oberlandesgericht Wien gab am 28. März 2022 einer Haftbeschwerde ihrer Anwälte statt und Karmasin wurde unter Auflagen aus der Haft entlassen.

### Anklageerhebung
Im August 2022 wurden die Erhebungen abgeschlossen und ein Vorhabensbericht an die zuständige Oberhörde, die Oberstaatsanwaltschaft Wien, erstattet, der durch diese anschließend dem Justizministerium vorgelegt wurde. Das Wiener Landesgericht bestätigte am 29. November 2022, die Anklage der Korruptionsstaatsanwaltschaft erhalten zu haben. Angeklagt ist Sophie Karmasin wegen schweren Betruges sowie Anstiftung zu wettbewerbswidrigen Absprachen. Diese beiden Verdachtslagen wurden von den übrigen Punkten in den Ermittlungen zur ÖVP-Korruptionsaffäre abgetrennt.

#### Wettbewerbswidrige Absprachen
Die Anklage wegen Anstiftung zu wettbewerbswidrigen Absprachen basiert auf den Aussagen von Sabine Beinschab, die den Kronzeugenstatus in der Inseratenaffäre rund um mutmaßlich gefälschte Umfragen erhalten hatte. Während ihrer Vernehmung gab Beinschab zu, mit Karmasin Preisabsprachen bei Angeboten für Studien an das Sportministerium getroffen zu haben. Dabei war auch noch eine dritte Meinungsforscherin beteiligt. Mitangeklagt ist auch ein Abteilungsleiter des Ministeriums, der sich mit Karmasin dahingehend akkordiert haben soll, „bei welchen Unternehmen die im Vergabeverfahren erforderlichen Angebote eingeholt werden sollten“.

#### Gehaltsfortzahlungen
Österreichische Minister, die aus dem Amt ausscheiden, haben sechs Monate lang Anspruch auf 75 Prozent der Ministerbezüge – sofern sie über keine Einkünfte verfügen und auch keinen Anspruch auf Rückkehr in eine frühere Berufstätigkeit haben, beispielsweise als Beamter oder Anwalt. Sophie Karmasin bezog von Dezember 2017 bis April oder Mai 2018 Gehaltsfortzahlung, soll aber unmittelbar nach ihrem Ausscheiden wieder im alten Beruf gearbeitet haben. Erst nach einer Recherche-Anfrage der ORF-Sendung ZIB 2 Anfang März 2022 zahlte sie rund 62.000 Euro zurück; den Restbetrag von 11.947,79 Euro erst nach Aufforderung der Finanzprokuratur, die auf Ersuchen des Bundeskanzleramts tätig geworden war.
Die Wirtschafts- und Korruptionsstaatsanwaltschaft (WKStA) schloss in diesem Fall tätige Reue aus, denn Karmasin habe erkannt, „unter den gegebenen Umständen – die Veröffentlichung der Rechercheergebnisse durch den Journalisten vor Augen – keine Möglichkeit einer erfolgreichen Verweigerung der Rückzahlung mehr zu haben.“ Außerdem hätte sie als Familienministerin, die selbst für die Auszahlung von Sozialleistungen zuständig gewesen sei, eine Vorbildfunktion gehabt.

### Verurteilung
Am 23. Mai 2023 wurde Karmasin wegen Bestimmung zu wettbewerbsbeschränkenden Absprachen nicht rechtskräftig zu 15 Monaten bedingter Freiheitsstrafe verurteilt. Wegen Betrugs in Bezug auf die Entgeltzahlung wurde sie freigesprochen, da sie die Beträge noch vor der Anklage zurückbezahlt hatte. Die Staatsanwaltschaft legte sowohl gegen den Freispruch als auch die Strafhöhe Rechtsmittel ein. Karmasin wiederum bekämpfte den Schuldspruch wegen Bestimmung zu wettbewerbsbeschränkenden Absprachen.
Die vom Erstgericht verhängte Strafe wurde im März 2024 von 15 auf zehn Monate reduziert und zur Gänze bedingt nachgesehen. Im Juni 2024 bestätigte der Oberste Gerichtshof das Urteil des Kartellgerichts wegen unerlaubter Preisabsprachen. Karmasin hatte gegen die verhängte Strafe in der Höhe von 50.000 Euro wegen Absprachen über Angebotspreise zwischen Wettbewerbern bei der Erstellung von Marktstudien (2019 – 2021) Einspruch erhoben.